# Robert Drury

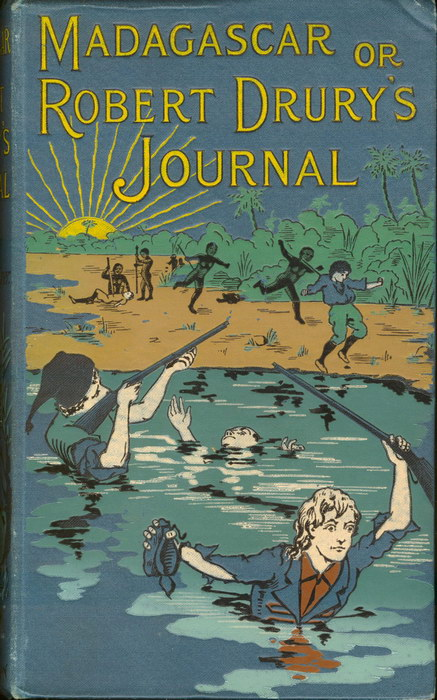
Omslag van Madagascar or Robert Drury's Journal (druk 1897)

Robert Drury (geboren in 1687, Tower Hamlets; gestorven tussen 1743 en 1750) was een Engelse zeeman die op 17-jarige leeftijd schipbreuk leed op Madagaskar. Hij werd achtereenvolgens gevangengenomen door de Antanosy en de Sakalava en slaagde er vijftien jaar lang niet in om het eiland te verlaten. Na zijn terugkomst in Engeland keerde Robert Drury naar Madagaskar terug als slavenhandelaar. In 1729 komt onder zijn naam een boek uit met zijn avonturen: Madagascar, or Robert Drury's Journal. Dit boek werd een groot succes, maar velen twijfelden of Robert Drury wel de werkelijke auteur was.

## Biografie
Robert Drury (ook Robin Drury genoemd) werd in 1687 geboren in het district Tower Hamlets in Londen. Later verhuisde hij naar Old Jewry, een straat in de buurt van de Londense straat Cheapside. Hier runde zijn vader een herberg genaamd The King's Head. Wanneer Robert Dury dertien is boekt zijn vader passage voor hem op het handelsschip de Degrave, dat in februari 1701 naar India voer.

### Schipbreuk
Na een reis van vier maanden kwam de Degrave in India aan. Op de terugreis strandde het schip voor de kust van Mauritius en de bemanning slaagde erin om het zuidelijkste punt van Madagaskar te bereiken. Hier werden ze hartelijk verwelkomd door de Antandroy, maar hun koning Andriankirindra gaf bevel om de voltallige bemanning gevangen te nemen, zodat hij in aanzien zou stijgen bij andere inheemse koningen.

### De Antandroy

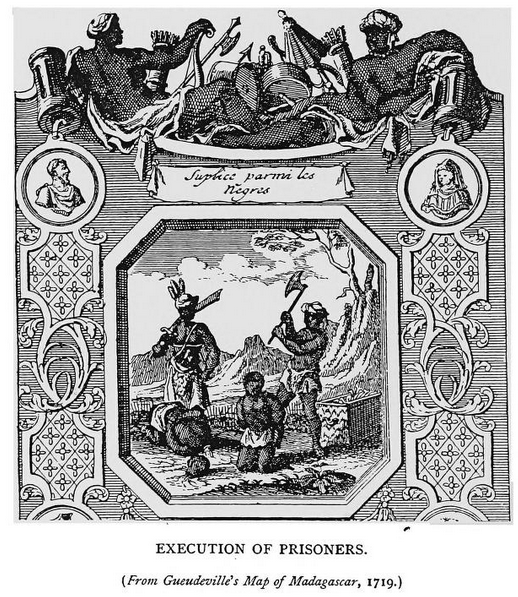
Illustratie van de executie door de Antandroy uit Madagascar or Robert Drury's Journal

De matrozen gijzelden Andriankirindra en sommige hovelingen en ontsnapten richting het oosten. Ze probeerden Fort-Dauphin (nu Tôlanaro) te bereiken, waar de Martinikaan Abraham Samuells over een aantal Antanosy-stammen regeerde. Honderden Antandroy-krijgers achtervolgden de matrozen door het kurkdroog en onherbergzaam gebied. Wanneer de matrozen na drie dagen de rivier de Mandrare bereiken, laten ze hun gijzelaars los. Kort hierop werden ze echter door de achtervolgers aangevallen en het grootste deel van de bemanning werd neergestoken en in stukken gesneden. Robert Drury en een aantal anderen werden gevangengenomen. Rober Drury werd aan de Antandroy-koning Andriamivaro als slaaf gegeven. In eerste instantie werd Drury aangesteld als hoeder van de zeboes van de Antandroy, later trouwde hij een Antandroy-vrouw en klom hij omhoog als koninklijke slager. Dit was een hoge functie, want de zeboes moesten geslacht worden op de traditionele wijze. Dit was een werk dat normaal gesproken enkel aan leden van het koningshuis werd toevertrouwd.
Na een geschatte duur van tien jaar brak er oorlog uit tussen de Antandroy en de Mahafaly in het westen, gevolgd door een burgeroorlog tussen Andriamivaro en zijn familie, waaronder ook de Antandroy-opperkoning. Een afgezant van het Sakalava-koninkrijk Fiherenana maakte een eind aan deze laatste oorlog door zijn voorstel om gezamenlijk de Mahafaly aan te vallen. Ook beloofde de afgezant aan Drury dat als hij naar Fiherenana zou vluchten, de Sakalava zouden helpen om Madagaskar per schip te verlaten.

### De Sakalava
Kort na het einde van de burgeroorlog wist Robert Drury te ontsnappen en vond onderdak bij Andrianafarana, ook een Antandroy-koning. Vervolgens trok Drury ongeveer 400 kilometer door het droge gebied van de Bara, waar hij eindelijk de loop van de Onilahy vond richting de westkust. Als hij in St. Augustine bay (nu Toliara), de hoofdstad van Fiherenana aankomt, vindt hij echter niet de hulp die hij verwachtte. Drury werd ondanks de gedane belofte door de Sakalava gevangengenomen. Wanneer een Brits schip de kust aandoet, weigerde zijn nieuwe meester hem aan de kapitein te verkopen.
Na twee jaar gevangenschap slaagde Robert Drury er in om een boodschap naar zijn vader te sturen. Het handelsschip de Masselaga die aan de kust van Madagaskar slaven opkocht, pikte Robert Drury uiteindelijk in 1717 op en bracht hem terug naar Londen.

### Latere jaren
Toen Robert Drury op 9 september 1717 in Londen aankomt, bleken zijn ouders overleden. Kort na Drury's terugkeer vertrok hij opnieuw naar Madagaskar, dit keer om zijn geluk te beproeven in de slavenhandel. Over deze periode is weinig bekend. Er waren geruchten dat hij piraat was geworden. Anderen opperden dat hij portier was geworden bij een Indische organisatie in Londen. Ook zou hij gezien zijn in de Londense pub Old Tom's Coffee House, terwijl hij aan het opscheppen was over zijn avonturen in Madagaskar. Robert Drury stierf tussen 1743 en 1750, de jaren waarin de derde en de vierde druk verschijnt van het boek dat hij uitgegeven zou hebben.

## Robert Drury's Journal
In 1729 komt een boek onder Robert Drury's naam uit met de titel Madagascar, or Robert Drury's Journal. Het boek werd goed ontvangen en werd zes keer herdrukt. Steeds meer critici kregen echter het vermoeden dat Robert Drury niet de werkelijke auteur was. Het boek bevatte namelijk een groot aantal passages die verdachte overeenkwamen met passages uit l'Histoire de la Grande Isle Madagascar, het boek waarin de Fransman Étienne de Flacourt zijn bevindingen over Madagaskar beschreef en dat werd uitgegeven in 1658. Madagascar, or Robert Drury's Journal werd door Daniel Defoe's uitgever gepubliceerd en had ook dezelfde stijl als de boeken van deze succesvolle schrijver. Het vermoeden rees daarom dat Drury's boek in werkelijkheid een roman van Defoe was, gebaseerd op het boek van de Flacourt.
In zijn boek "In search of the red slave" ("Op zoek naar de rode slaaf") voert de schrijver Michael Pearson Parker een aantal bewijzen aan voor de vermeende auteurschap van Robert Drury. Wie de werkelijke schrijver van Madagascar, or Robert Drury's Journal was, is nog steeds onzeker.